# Eopenthes tinctus
Eopenthes tinctus är en skalbaggsart som beskrevs av Sharp 1908. Eopenthes tinctus ingår i släktet Eopenthes och familjen knäppare. Inga underarter finns listade i Catalogue of Life.